# Christophe de Beaumont
Pour les articles homonymes, voir Beaumont.
Pour les autres membres des familles, voir Famille de Beaumont (Dauphiné).
Christophe de Beaumont du Repaire, né au château de la Roque à Meyrals (Périgord) le 26 juillet 1703 et mort le 12 décembre 1781, est un prélat français. Opposé aux Encyclopédistes, il a notamment fait condamner l’Émile de Jean-Jacques Rousseau.

## Biographie

### Origines et premières années
Christophe de Beaumont du Repaire appartient à la famille de Beaumont (Dauphiné) et à sa branche cadette des Adrets et de Saint-Quentin. Il est le troisième fils de François, « comte » de la Roque, seigneur du Repaire, et de Marie-Anne de Lostanges de Saint-Alvère, sa seconde femme.
En 1732, il est reçu chanoine-comte, au sein du Chapitre de Saint-Jean de Lyon.
Il est ordonné prêtre le 19 juin 1734 par François de Crussol d'Uzès, évêque de Blois.
Il est nommé évêque de Bayonne le 20 août 1741. Il reçoit ses bulles le 17 novembre suivant et est sacré le 24 décembre par Louis-Jacques Chapt de Rastignac (archevêque de Tours), assisté de Gaspard de Thomas de La Valette (évêque d'Autun) et François de Crussol d'Uzès.
De 1738 à 1747, il est abbé commendataire de l'abbaye Notre-Dame de Vertus, de l'ordre de Saint-Augustin (diocèse de Châlons). Il est nommé abbé de l'abbaye Saint-Denis de Reims en 1748.
Il devient archevêque de Vienne en 1745.

### Épiscopat de Paris
En 1746, il est nommé archevêque de Paris, fonction où il se maintient jusqu'à sa mort en 1781.
En 1749, il impose une nouvelle supérieure à l'hôpital général de Paris contre celle que les administrateurs ont élue.
On se souvient moins de son inépuisable charité que de sa lutte contre les jansénistes : pour les forcer à accepter la bulle Unigenitus qui condamnait leurs doctrines, il ordonne aux prêtres de son diocèse de refuser l'absolution à ceux qui ne la reconnaissent pas et de refuser les obsèques religieuses à ceux qui se seraient confessés à un prêtre janséniste, c'est l'affaire des billets de sacrements. Il est proche des jésuites.
Il est soutenu par d'autres évêques notamment l'archevêque d'Auch, Jean-François de Montillet de Grenaud, mais s'oppose au Parlement de Paris. Le roi interdit aux parlementaires de s'immiscer dans les questions d'ordre spirituel et, comme ils s'obstinent, il les exile le 18 septembre 1753. L'archevêque est à son tour exilé à Conflans. Ils sont tous rappelés en 1754. On pouvait alors croire à un apaisement.

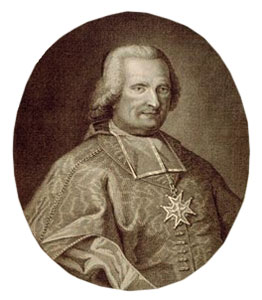
Christophe de Beaumont, archevêque de Paris

Mais, après avoir refusé de lever l'interdiction sur les religieuses hospitalières du faubourg Saint-Marcel, l'archevêque doit partir en exil, en janvier 1758. Il se rend alors en Périgord, auprès de son frère aîné, Simon Arnaud de Beaumont (1700-1776), au château de La Roque, après avoir nommé quatre grands vicaires pour s'occuper des affaires du diocèse. Il a aussi résidé auprès de son plus jeune frère, François de Beaumont, qui résidait à Saint-Alvère
À cette opposition aux jansénistes et au milieu parlementaire,s'ajoute son opposition aux philosophes des Lumières. Il publie une lettre pastorale en forme de mandement dans laquelle il condamne l'Émile de Jean-Jacques Rousseau. Ce dernier répond en 1763 par une lettre à Christophe de Beaumont, où il soutient que la liberté de discussion dans les questions religieuses est plus conforme à la religion que la tentative d'imposer une croyance par la force.
C'est également Christophe de Beaumont qui condamne le Bélisaire de Marmontel en 1767, ouvrant par là une querelle mémorable entre les Philosophes et l'Église.
De 1771 à 1774, il soutient la réforme judiciaire du chancelier Maupeou : les parlementaires parisiens qui étaient propriétaires de leur office sont exilés et remplacés par des magistrats nommés par le roi.
Le 1er mai 1774, il se rend à Versailles pour s'entretenir avec Louis XV qui souffre de variole. Face à l'opposition de « Madame Adélaïde » et du duc de Richelieu, il écourte sa visite en invoquant les désagréments d'une hématurie et de coliques néphrétiques dont il souffre.
Les mandements, lettres et instructions pastorales de Christophe de Beaumont sont publiés en deux volumes en 1780, l'année qui précède sa mort. 
Il est inhumé à Notre-Dame-de-Paris. Son cœur repose dans une chapelle de Saint-Cyprien, en Dordogne.

## Armoiries
De gueules à la fasce d'argent chargée de trois fleurs de lys d'azur.

## Lignée épiscopale
1. L'archevêque Christophe de Beaumont du Repaire (1741) ;
2. L'archevêque Louis-Jacques Chapt de Rastignac (1722) ;
3. Jean-François Salgues de Valdéries de Lescure (1699) ;
4. Louis-Antoine de Noailles (1679) ;
5. L'archevêque François de Harlay de Champvallon (1651) ;
6. Nicolò Guidi di Bagno (1644) ;
7. Antonio (Marcello) Barberini (Sr.), O.F.M. Cap. (1625) ;
8. Laudivio Zacchia (1605) ;
9. Pietro Aldobrandini (1604) ;
10. Ippolito Aldobrandini (Sr.) (pape sous le nom de Clément VIII) (1592) ;
11. Alfonso Gesualdo di Conza (Gonza) (1564) ;
12. Francesco Pisani (1527) ;
13. Alessandro Farnese (pape sous le nom de Paul III) (1519) ;
14. Giovanni de’ Medici (pape sous le nom de Léon X) (1513) ;
15. Raffaele Sansone Riario (1504) ;
16. Giuliano della Rovere, pape sous le nom de Jules II (1481) ;
17. Francesco della Rovere, O.F.M. Conv., pape sous le nom de Sixte IV (1471) ;
18. Guillaume d'Estouteville, O.S.B..

Beaumont fut le principal consécrateur de :
- Pierre de La Romagère, évêque de Tarbes (1751) ;
- Jean de Bonneguise, évêque d'Arras (1752) ;
- Félicien Bocon de La Merlière, évêque d'Apt (1752) ;
- Charles-Gilbert de May de Termont, évêque de Blois (1753) ;
- Louis-Joseph de Montmorency-Laval, évêque d'Orléans (1754), puis cardinal ;
- Aymard Chrétien de Nicolaï, évêque de Verdun (1754);
- Jean-Armand de Bessuéjouls Roquelaure, évêque de Senlis (1754), puis archevêque de Malines ;
- Pierre-Joseph de Brunes de Monlouet, évêque de Saint-Omer (1755) ;
- Pierre-Annet de Pérouse, évêque de Gap (1755) ;
- Louis René Édouard de Rohan-Guéméné, évêque titulaire (« in partibus ») de Canope (de) (1760), puis cardinal ;
- Joseph-Dominique de Cheylus, évêque de Tréguier (1762);
- Henri-Joseph-Claude de Bourdeilles, évêque de Tulle (1762) ;
- Joseph François de Malide, évêque d'Avranches (1766) ;
- François Bareau de Girac , évêque de Saint-Brieuc (1766) ;
- Emmanuel-François de Bausset-Roquefort, évêque de Fréjus (1766) ;
- Jean-Marc de Royère, évêque de Tréguier (1767) ;
- François-Joseph-Emmanuel de Crussol d'Uzès, évêque de La Rochelle (1768) ;
- César-Guillaume de La Luzerne, évêque de Langres (duc et pair, 1770), puis cardinal ;
- François-Fiacre de Grave, évêque de Valence (1772) ;
- Gabriel-Louis de Rougé, évêque de Périgueux (1772) ;
- Louis Marie de Nicolaÿ, évêque de Cahors (1777).

### Sources et bibliographie
Cet article comprend des extraits du Dictionnaire Bouillet. Il est possible de supprimer cette indication, si le texte reflète le savoir actuel sur ce thème, si les sources sont citées, s'il satisfait aux exigences linguistiques actuelles et s'il ne contient pas de propos qui vont à l'encontre des règles de neutralité de Wikipédia.
- La France littéraire ou Dictionnaire bibliographique des savants, historiens... tome 1
- (en) « Christophe de Beaumont », dans Encyclopædia Britannica [détail de l’édition], 1911 (lire sur Wikisource).
- Maxence Bibié, « Exil en Périgord de Christophe de Beaumont archevêque de Paris », Bulletin de la Société historique et archéologique du Périgord, t. 77, no 2,‎ 1950, p. 66-68 (lire en ligne)
- Michel Popoff (préf. Hervé Pinoteau), Armorial de l'Ordre du Saint-Esprit : d'après l'œuvre du père Anselme et ses continuateurs, Paris, Le Léopard d'or, 1996, 204 p. (ISBN 2-86377-140-X) ;